# Diestota latiuscula
Diestota latiuscula är en skalbaggsart som beskrevs av Sharp 1908. Diestota latiuscula ingår i släktet Diestota och familjen kortvingar. Inga underarter finns listade i Catalogue of Life.